# Coombsite
La coombsite è un minerale.